# Baeospora
Baeospora là một chi nấm trong họ Physalacriaceae, thuộc bộ Agaricales. Chi này đã được nhà khoa học Rolf Singer miêu tả khoa học vào năm 1938. Loài được nghiên cứu nhiều, B. occidentalis, phát triển trong những cánh rừng thông ở phía tây của Hoa Kỳ.

## Danh sách các loài
- B. brunneipes
- B. cristobalensis
- B. curtipes
- B. mundula
- B. myosura
- B. familia
- B. myriadophylla
- B. occidentalis
- B. pallida
- B. pleurotoides
- B. rubrinigrescens
- B. stenophylla
- B. violaceifolia